# Troisième œil (biologie)
Pour les articles homonymes, voir Troisième œil (ésotérisme).

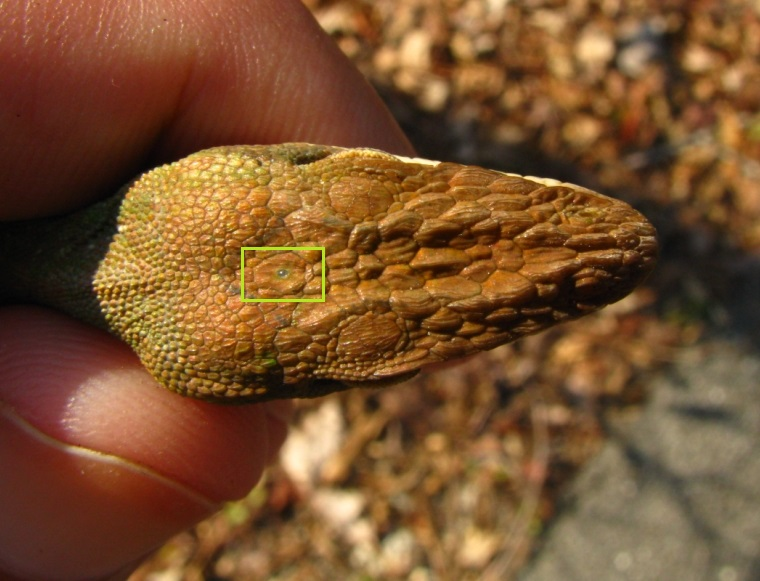
Œil pariétal au sommet de la tête d'un Anolis carolinensis adulte.

Le troisième œil ou œil pinéal ou encore œil pariétal est un organe photosensible situé sur le haut du crâne de certains reptiles. Il existerait de manière vestigiale chez l'être humain sous la forme de la glande pinéale.

## Définition générale
Chez les reptiles, il est beaucoup plus petit que les yeux latéraux et est composé d'une rétine et d'un nerf qui passe par un orifice dans le crâne, le foramen pariétal, pour relier la glande pinéale.
L'expérimentation a démontré que le troisième œil est fonctionnel, non tant comme récepteur d'images mais en permettant de percevoir l'intensité de l'éclairement, facteur décisif dans l'écologie des reptiles qui en disposent.
L'appellation troisième œil est utilisée pour désigner l'ensemble des cellules thermosensibles que possèdent certains reptiles tel le crotale au bout de leur museau et qui leur permet de chasser efficacement en résolvant le mimétisme de leurs proies.
En effet, même si la proie se masque en s'immobilisant ou en se fondant dans le paysage par sa couleur ou sa forme elle ne peut changer sa température : le crotale semble pouvoir différencier deux signatures thermiques avec une précision au millième de degré centigrade.

## Histoire
L'anatomie et l'embryologie comparées de la glande pinéale montrent que certains de ses neurones partagent une origine évolutionnaire commune avec les photorécepteurs de la rétine des yeux. 
Il a existé chez les dinosaures et se retrouve chez les reptiles contemporains comme le sphénodon. Mais chez les adultes le troisième œil est masqué par une écaille car durant l'évolution il a semble-t-il perdu de son influence au profit des yeux latéraux. Il s'agit alors d'un organe vestigial. Il est possible qu'il ait jadis servi à détecter un éventuel prédateur aérien.
Ainsi chez certains reptiles et oiseaux, la glande pinéale qui est située juste sous la surface du crâne, capte l'intensité lumineuse extérieure et permet ainsi d'ajuster le rythme circadien de l'animal, ce qui fait qu'on la désigne parfois comme le troisième œil des vertébrés primitifs.

## Aujourd'hui
Dans une perspective biologico-historique, la glande pinéale, est le vestige du troisième œil reptilien, qui serait donc encore présent chez l'être humain. 
L'explication est la suivante : chez les mammifères, dont Homo sapiens, l'épiphyse a perdu cette fonction photoréceptrice et seules les cellules de la rétine contribuent à la perception de la luminosité ambiante. 
Cette information est traitée par le noyau suprachiasmatique de l'hypothalamus qui orchestre la régulation circadienne. Au sein de ce qu'on appelle le système photoneuroendocrine, la glande pinéale ne joue donc qu'un rôle de transduction qui convertit le rythme imposé par le noyau suprachiasmatique en message hormonal, sous forme de mélatonine.
Remarque : Lorsqu'elle est détruite, les caractères sexuels secondaires apparaissent trop tôt.

## Culture: «Religion et œuvre de l'esprit»
Connue depuis au moins l'époque de Galien (au IIe siècle apr. J.-C.), il était baptisée kornarion (pignon de pin) en raison de sa forme semblable à la graine d'un conifère.
La plus célèbre de ces théories est sans doute celle du philosophe français René Descartes qui désigna la glande pinéale comme le « siège » de l'âme. Pour justifier cette hypothèse, Descartes se basait sur le fait que la glande pinéale aurait été l'unique organe de la tête à n'être pas conjugué, c'est-à-dire ne se présentant pas sous une forme de paire d'organes symétriques situés de part et d'autre du plan sagittal. Par ailleurs outre sa position centrale, la glande pinéale se trouve juste au-dessus de l'aqueduc de Sylvius dont Descartes pensait qu'il guidait ce qu'il appelait les « esprits animaux » censés faire naître les sensations dans l'âme en frappant la glande pinéale. Aujourd'hui[Quand ?], les études histologiques ont montré que la glande pinéale est bien un organe conjugué mais les deux hémisphères qui la constituent sont presque fusionnés.
Dans la mythologie védique du Yoga, la glande pinéale est associée, tantôt au chakra Ajna ou 3e œil, tantôt au Sahasrara ou chakra de la couronne, situé au sommet du crâne. Dans la plupart des interprétations du Discordianisme la glande pinéale est supposée servir d'organe de communication avec la déesse Eris. La glande pinéale est parfois aussi appelée « le troisième œil atrophié ».
D'après Paul Foster Case, la glande pinéale est la « montagne » de la Bible où se fait la communication avec le Très Haut : Moïse reçoit les tables de la loi « sur la montagne », d'un point de vue ésotérique, cette montagne ne serait autre que le siège de la glande pinéale.
L'hindouisme représente Shiva avec un tel attribut.
Cette existence (avérée ou non) d'un troisième œil chez certains êtres a été source d'inspiration pour B. R. Bruss. En effet, dans le cadre de son ouvrage d'anticipation L'Apparition des surhommes, il parle des Agoutes, un peuple imaginaire possédant un troisième œil, qui serait l'avenir de l'humanité.